# اولگ یسائیان
اولگ یسائوی یسائیان (ارمنی: Օլեգ Եսայու Եսայան؛ زادهٔ ۱۲ نوامبر ۱۹۴۶) از ۸ ژانویه ۱۹۹۲ تا اوت ۱۹۹۲ میلادی نخست‌وزیر جمهوری قره‌باغ و از دسامبر ۱۹۹۷ تا ژوئیه ۲۰۰۵، رئیس مجلس ملی جمهوری آرتساخ بود.

## زندگی‌نامه
یسائیان از دانشگاه دولتی ایروان فارغ‌التحصیل شده است. نشان آنانیا شیراکاتسی به وی اعطا گردیده است.